# Sainte-Lucie-de-Tallano
Sainte-Lucie-de-Tallano (kors. Santa Lucìa d'Attallà) – miejscowość i gmina we Francji, w regionie Korsyka, w departamencie Korsyka Południowa.
Według danych na rok 1990 gminę zamieszkiwały 424 osoby, a gęstość zaludnienia wynosiła 17 osób/km².